# Ал-Бурини
Бадр ал-Дин ал-Хасан ибн Мухамед ал-Димашки ал-Сафури ал-Бурини (јул 1556-11. јун 1615), познатији као ал-Хасан ал-Бурини, био је османски арапски историчар, песник и шафи са седиштем у Дамаску.

## Биографија
Ал-Бурини је рођен средином јула 1556. године у селу Сафурија близу Назарета у Галилеји, па отуда и његова нисба (надимак) „ал-Сафури“. Његов отац Мухамед био је пореклом из села Бурин у близини Наблуса, па отуда и нисба „ал-Бурини“. У доби од 10 година преселио се са оцем у Дамаск.
Ал-Бурини је у адолесценцији научио Кур'ан у џамији Мањџак у кварту Мидан. После тога стекао је образовање из арапске граматике, кануна (секуларни закон) и аритметике од верских учењака у Медреси ал-Умарији у насељу Салихија.Његове студије тамо је прекинула глад, која га је подстакла да се пресели у Јерусалим од 1567. до 1571. У Јерусалиму га је поучавао Мухамед ибн Аби ал-Лутф. Вратио се у Дамаск 1571. године, настанивши се у суфијској ложи Самисатија, где је проширио своје образовање на књижевност, фикх (јуриспруденција), тефсир (кур'анска тумачења) и хадисе. До 1580. савладао је персијски, како га је поучавао персијски аутор Хафиз Хусеин ал-Карбалаји (р. 1588) у Алепу или Дамаску. Касније у животу научио је и турски језик.
По завршетку студија, ал-Бурини је постао шеф шафијског фикха у џамији Умајада 1580. Отприлике у исто време почео је да држи проповеди у султанској џамији и постао предавач у бројним дамаским медресама. Студенти су га познавали по својој елоквенцији, харизми и књижевном знању, док су историчари и религиозни научници тог периода хвалили због истих својстава, као и по занимању за историју и филологију. Гувернери и судије Дамаска веровали су и ценили ал-Буринија, сматрајући га извршеним шафијским правником са независним пресудама. Служио је као кадија (исламски главни судија) османског хаџ ходочасничког каравана из Дамаска у Меку 1611. 11. јуна 1615. године је умро у Дамаску и сахрањен на гробљу Баб ал-Фарадис.

## Литерарни рад
Једно од главних дела ал-Буринија био је Tarajim al-A'yan min Abna al-Zaman, збирка од 205 биографија истакнутих савремених научника, владара и занатлија, завршена 1614. године након десет година. Фадл Алах ибн Мухиб Алах уредио је и објавио дело 1667. године са додатком. Дело је поново објављено у Дамаску 1959.
Ал-Бурини је често путовао у различите делове Сирије, написавши два дела о својим путовањима у Триполи 1599/1600 и Алеп. Током посета Триполију и његовој покрајини Акар, угостио га је поглавица и гувернер Јусуф Сајфа-паша.
Његова поезија се углавном налази у дивану који се налази у Истанбулу. Његове маратске песме за суфија Мухамеда ибн Аби'л-Баракат ал-Кадирија сачуване су у Берлину и број његових песама се чува у Британском музеју у Лондону.
Написао је коментар о дивану Ибн ал-Фарида 1591. године и коментар потоњег al-Ta’iyya al-Sughra 1593.